# Castor et Pollux
Castor et Pollux (dt.: Castor und Pollux) ist eine Oper in einem Prolog und fünf Akten von Jean-Philippe Rameau nach einem Libretto von Pierre-Joseph-Justin Bernard. Die Uraufführung war am 24. Oktober 1737 an der Académie Royale de Musique in Paris. Sie war Rameaus dritte Oper und seine zweite in der Form der Tragédie en musique (den unvollendeten Samson nicht mitgezählt). Rameau nahm für die Wiederaufführung 1754 erhebliche Kürzungen vor, fügte neues Material ein und reduzierte die Oper auf vier Akte. Unter Experten wird kontrovers diskutiert, welche der beiden Fassungen die bessere ist. Unabhängig davon wird Castor und Pollux als eines der schönsten Werke Rameaus angesehen.

## Handlung
Den Handlungsrahmen bildet die mythische Beziehung zwischen dem unsterblichen Pollux und seinem sterblichen Zwillingsbruder Castor in ihrem Konflikt zwischen Bruderliebe und konkurrierender bzw. nicht erwiderter Liebe zur Prinzessin Télaïre.
Die folgende Inhaltsangabe basiert auf der ersten Fassung von 1737.

### Prolog
Der allegorische Prolog steht nicht im Zusammenhang mit der Haupthandlung. Er rühmt den Wiener Vertrag von 1736, der den polnischen Thronfolgekrieg beendete, an dem auch Frankreich beteiligt gewesen war. In dem Prolog bändigt Venus, Göttin der Liebe, den Kriegsgott Mars mit Hilfe Minervas. In der Revision von 1754 wurde der Prolog gestrichen.

### Erster Akt
Castor und Pollux sind berühmte Helden. Obwohl sie Zwillingsbrüder sind, ist einer von ihnen (Pollux, Sohn von Leda und Jupiter) unsterblich und der andere (Castor, Sohn von Leda und Tyndareos) sterblich. Sie beide lieben die Prinzessin Télaïre, die ihrerseits aber nur Castor liebt. Die Zwillinge kämpften in einem Krieg gegen den König Lynkeus (Lyncée), der in eine Katastrophe führt: Castor fällt durch Lynkeus’ Hand.
Die Oper beginnt mit seiner Begräbniszeremonie. Télaïre drückt ihrer Freundin Phébé ihre Trauer um Castor in „Tristes apprêts“ aus, einer der berühmtesten Arien Rameaus. Pollux und seine Krieger aus Sparta unterbrechen die Feier, als sie die Leiche des in einem Rachefeldzug getöteten Lynkeus bringen. Pollux gesteht seine Liebe zu Télaïre. Sie verweigert ihm die Antwort und ersucht ihn stattdessen, zu seinem Vater Jupiter zu gehen und um Castors Wiedererweckung zu bitten.

### Zweiter Akt
Pollux drückt seine widersprüchlichen Gefühle in der Arie „Natur, amour, mon cœur qui partagez“ aus. Er weiß, dass er Télaïre verlieren wird, wenn er ihre Bitte befolgt und Jupiter überredet, seinen Bruder wieder aufzuwecken. Aber er gibt ihrem Flehen nach. Jupiter steigt herab und Pollux fleht ihn an, Castor wieder zum Leben zu erwecken. Jupiter antwortet, dass er nicht imstande sei, den Lauf des Schicksals zu ändern. Der einzige Weg, Castor zu retten, sei, dass auch Pollux ein Sterblicher werde. Pollux, verzweifelt, dass er Télaïre nie gewinnen wird, beschließt, in die Unterwelt zu gehen. Mit einem Ballett der himmlischen Genüsse, geführt von Hebe, der Göttin der Jugend, versucht Jupiter ihn davon abzubringen, aber Pollux’ Entschluss ist unumkehrbar.

### Dritter Akt
Die Bühne zeigt den Eingang zur Unterwelt, von Monstern und Dämonen bewacht. Phébé sammelt die Spartaner, um Pollux das Tor zur Unterwelt zu verschließen. Pollux weigert sich, aufgehalten zu werden, obwohl Phébé ihre Liebe zu ihm erklärt. Als Télaïre erscheint, erkennt Phébé Pollux’ Leidenschaft für Télaïre und erkennt, dass ihre Liebe nicht erwidert werden wird. Sie drängt die Dämonen der Unterwelt, ihn aufzuhalten („Sortez, sortez d’esclavage/Combattez, Démons furieux“). Doch Pollux bekämpft die Dämonen mit Hilfe von Merkur und steigt herab in den Hades.

### Vierter Akt
Die Szene zeigt die Elysischen Felder in der Unterwelt. Castor singt die Arie „Séjours de l’éternelle paix“. Weder die schöne Umgebung noch der Chor der seligen Geister kann ihn jedoch über den Verlust Télaïres hinwegtrösten. Er ist erstaunt, seinem Bruder Pollux wiederzubegegnen, der ihm von seinem Opfergang erzählt. Castor sagt, er werde nur für einen Tag in das Land der Lebenden zurückkehren, damit er Télaïre zum letzten Mal sehen könne.

### Fünfter Akt
Castor kehrt zurück nach Sparta. Als Phébé ihn sieht, denkt sie, Pollux sei für immer tot, und tötet sich, um sich ihm in der Unterwelt anschließen zu können. Aber Castor erzählt Télaïre, dass er nur für einen einzigen Tag lebendig bei ihr bleiben kann. Télaïre klagt ihn bitter an, dass er sie nie geliebt habe. Daraufhin steigt Jupiter in einem Sturm als Deus ex machina herab, um das Dilemma zu lösen. Er erklärt, dass Castor und Pollux beide die Unsterblichkeit teilen. Die Oper endet mit dem „Fête de l’univers“ („Festival des Universums“), in dem Sonne, Planeten und die Sterne die Entscheidung des Gottes feiern und die Zwillingsbrüder als Sternbild Zwillinge ihren Platz am himmlischen Zodiak erhalten.

### Änderungen in der Fassung von 1754
Auf den Prolog wurde verzichtet, denn er war politisch irrelevant geworden und die Opernform mit Prologen nicht mehr zeitgemäß.
Die Oper beginnt auch nicht mehr mit Castors Begräbnis. Der ganze erste Akt wurde komplett neu erstellt und erläutert den Hintergrund der Geschichte: Télaïre liebt Castor, aber sie ist Pollux versprochen, der seinerseits bereit ist, sie aus Liebe zu seinem Zwillingsbruder aufzugeben. Die Hochzeitsfeier wird durch Lynkeus unterbrochen und ein Kampf entbrennt, in dem Castor getötet wird. Die Akte drei und vier wurden zusammengeführt und das gesamte Werk wird vor allem durch Streichen der Rezitative verkürzt.

## Gestaltung
Castor et Pollux enthält nur eine einzige Arie im italienischen Stil, „Brillez, astres nouveaux“, die am Ende des fünften Akts von einem Planeten gesungen wird. Bei allen anderen handelt es sich um französische Airs, die mit den Rezitativen verschmelzen und meist keine Da-capo-Wiederholung besitzen.

### Musik im ersten Akt
In der Fassung von 1737 beginnt die Handlung mit einer Beerdigungszeremonie, in der der Chor der Spartaner um ihren gefallenen König Castor trauert, der im Kampf von Lynkeus getötet wurde. Die Musik assoziiert die Klage in einem absteigenden Tetrachord-Motiv, eine Anspielung auf Claudio Monteverdis Lamento della ninfa findet (in diesem Fall ist es das chromatische: F-E-Es-D-Des-C). Obwohl Télaïres „Tristes apprêts“ in Szene 2 nicht über dieses absteigende Tetrachord-Motiv verfügt, nennt Cuthbert Girdlestone es dennoch eine Klage. Die Arie ist in der da-capo-Form gebildet, deren B-Abschnitt rezitativähnlich gehalten ist. Die Instrumentierung mit obligatem Fagott unterstreicht die düstere Stimmung; der Höhepunkt der Ariette ist der zweimalige Ausruf „non“.
Die Marschmusik zum Auftritt Castors und der Spartaner hat einen martialischen Charakter. Mit Lynkeus’ Leichnam zu Füßen verkündet Castor „Lass die Hölle dieser neuen Wendung Beifall zollen! … Der Ruf der Rache ist das Lied der Hölle.“ Der Chor der Spartaner singt und tanzt dazu. Die zweite Arie der Spartaner ist in C-Dur gehalten, was die obligate Trompetenbesetzung mit ihren militärischen Assoziationen ermöglicht (vor der Einführung von Ventiltrompeten war die Arie in C und D notiert). Der Akt schließt mit einem längeren Rezitativ, in dem Pollux seine Liebe zu Télaïre bekennt.

## Werkgeschichte

### Entstehung
Charles Dill vermutet, dass Rameau mit der Komposition der Oper 1737 begann, kurz nachdem er mit Voltaire die Arbeit an der Oper Samson aufgenommen hatte. Samson wurde jedoch nie fertiggestellt, vielleicht weil Rameau in Castor et Pollux bereits Voltaires Ästhetik hatte einfließen lassen. Voltaire bevorzugte den Ausdruck von Emotionen durch Darstellung statischer Szenen, wie z. B. im ersten Akt der Fassung von 1737. Hier singt der Chor der Spartaner in der Begräbnisszene Castors das „Que tout gemisse“, gefolgt von einem Rezitativ zwischen Télaïre und Phébé, in dem letztere den Verlust ihres Geliebten Castor betrauert. Die Szene gipfelt in Télaïres Klagearie „Tristes apprêts“. Dill stellt fest, dass im Gegensatz dazu die Fassung von 1754 viel mehr Hintergrund zur Geschichte von Télaïres Liebe zu Castor beinhalte und dass Castors Tod an den Schluss gesetzt worden sei. Die Ereignisse im ersten Akt der 1737er-Fassung erscheinen im zweiten Akt der 1754er-Fassung. Dill stellt fest, dass nach Voltaire für die Oper die Musik wichtiger sei als die Handlung. Darüber hinaus stellt Dill einen Unterschied in der Handlung zwischen den beiden Fassungen heraus. In der 1737er-Fassung liegt der Schwerpunkt im moralischen Dilemma zwischen Liebe und Pflicht, mit dem Pollux konfrontiert wird: Soll er eher seiner Liebe zu Télaïre folgen oder sich für Rettung seines Bruders entscheiden? Natürlich wählt er letzteres. In der Fassung von 1754 dagegen bemerkt Dill, dass sich die Handlung eher auf die Prüfungen für Pollux konzentriert: Er muss Lynkeus töten, muss Jupiter davon überzeugen, seine Reise in die Unterwelt nicht zu verhindern, und er muss Castor überreden, das angebotene Geschenk der Unsterblichkeit nicht anzunehmen.
Während einige Wissenschaftler (wie Cuthbert Girdlestone, Paul-Marie Masson und Graham Sadler) angenommen haben, dass die 1754er-Fassung der Urfassung überlegen war, so argumentiert Dill, dass Rameau die Änderungen von 1754 in einer anderen Periode seines Schaffens vornahm. Im Jahr 1737 lotete er noch die Grenzen der Gattung Tragédie lyrique aus, während er sich im Jahre 1754 mehr mit ballettorientierten Genres beschäftigte, in denen er mit begeisternden musikalischen Kompositionen sein Publikum unterhalten wollte. Dill vermutet, dass im Hintergrund der geänderten Ästhetik von 1754 auch kommerzielle Interessen gestanden haben, denn die überarbeitete Fassung passt sich mehr der traditionellen Ästhetik Jean-Baptiste Lullys an. Er kommentiert, dass zwar viele die Revision als innovativer ansähen, in Wirklichkeit die 1737er-Fassung aber die gewagtere sei.

### Besetzung der Uraufführung
Bei der Uraufführung am 24. Oktober 1737 sangen:
| Rolle   | Stimmlage    | Besetzung        |
| ------- | ------------ | ---------------- |
| Castor  | Haute-Contre | Monsieur Tribou  |
| Pollux  | Bass         | Claude Chassé    |
| Télaïre | Sopran       | Mlle Pélissier   |
| Phébé   | Sopran       | Marie Antier     |
| Jupiter | Bass         | Monsieur Dun     |
| Vénus   | Sopran       | Mlle Rabon       |
| Mars    | Bass         | Monsieur Le Page |
| Minerve | Sopran       | Mlle Eremans     |

### Rezeption
Castor et Pollux erschien im Jahr 1737, als die Kontroverse, die Rameaus erste Oper Hippolyte et Aricie ausgelöst hatte, noch in vollem Gange war. Konservative Kritiker hielten die Werke des „Vaters der Französischen-Oper“, Jean-Baptiste Lully, für unübertrefflich. Sie sahen in Rameaus radikalen musikalischen Neuerungen einen Angriff auf alles, was ihnen lieb geworden war. Es brach ein regelrechter Krieg der Worte zwischen den Lullisten und den Anhängern der neuen Musik aus, die zum Teil als Rameauneurs (Wortspiel auf Franz. ramoneur = „Kaminkehrer“) oder Ramistes verunglimpft wurden. Diese Kontroverse stellte jedoch sicher, dass die Premiere von Castor et Pollux die ihr gebührende Beachtung fand.
Rameau hatte jedoch nicht die dramatische Struktur von Lullys Tragédie lyrique verändert: Er behielt sowohl das traditionelle Opernformat in fünf Akten bei und er benutzte auch die hergebrachten musikalischen Formen wie Ouvertüre, Rezitativ, Arie, Chor und Tanz-Suiten. Er erweiterte einfach die musikalischen Möglichkeiten der Opernkomponisten. Während einige die neue Art Rameaus begrüßten, wurde sie von eher konservativen Hörer als wenig ansprechend beurteilt. Auf der einen Seite bemerkte Rameaus Anhänger Diderot, der später seine Loyalität zu ihm aufgab: „Der alte Lully ist einfach, natürlich, gleichförmig, manchmal sogar zu gleichförmig, und das ist sein Mangel. Der junge Rameau ist einzigartig, brillant, komplex, gelehrt, manchmal auch zu gelehrt, aber das ist vielleicht eher ein Mangel des Hörers“. Die Einwände der Lullisten waren, dass Rameaus Tonsprache weitaus expressiver sei als die Lullys, und man ging sogar so weit, dass man seinen Stil als geschmacklose Anbiederung an den italienischen Geschmack bezeichnete. Rameaus Rezitativstil enthält viel größere melodische Bögen im Gegensatz zum eher pathetischeren Stil Lullys. Dies ist beispielsweise deutlich zu hören im Eröffnungsrezitativ zwischen Phébé und Cléone (Phébés Vertraute) im ersten Akt, Szene 1 der 1754 überarbeiteten Fassung. Darüber hinaus verwendete Rameau komplexere Harmonien, Nonen-Akkorde inbegriffen. Rameaus anspruchsvollerer Gesangsstil führte zu der Bemerkung (die möglicherweise von Rameau selbst stammt), dass, während Lully für seine Opern Schauspieler benötigte, für Rameau Sänger erforderlich seien. Mit der Zeit fanden diese Veränderungen im französischen Publikum jedoch immer mehr Gefallen.
Wie sich herausstellte, war die Oper ein voller Erfolg. Ende 1737 kam sie auf 20 Aufführungen. Danach wurde sie aber erst 1754 in der überarbeiteten Fassung wieder auf die Bühne gebracht, mit dreißig Aufführungen 1754 und zehn im Jahr 1755. Graham Sadler schreibt, dass „Castor et Pollux als Krönung Rameaus anzusehen sei, zumindest ab dem Zeitpunkt ihrer Wiederaufführung (1754)“.
Wiederaufführungen folgten in den Jahren 1764, 1765, 1772, 1773, 1778, 1779 und 1780. Der Geschmack für Rameaus Opern überlebte die Französische Revolution zwar nicht lange, jedoch wurden Ausschnitte aus Castor et Pollux in Paris sogar bis 1792 aufgeführt. Während des neunzehnten Jahrhunderts erschien das Werk nicht mehr auf französischen Bühnen, obwohl sein Ruhm die Nichtbeachtung der übrigen Werke Rameaus überdauerte. Hector Berlioz erwähnt z. B. bewundernd die Arie Tristes apprêts.
Die erste moderne Wiederaufführung fand an der Schola Cantorum in Paris im Jahre 1903 statt. Unter den Zuhörern war seinerzeit auch Claude Debussy.
Am 28. Januar 2012 wurde eine Aufführung in der Deutschen Oper am Rhein im Opernhaus Düsseldorf unter der Leitung von Martin Schläpfer gezeigt.

## Aufnahmen
- Castor et Pollux (Fassung von 1737): Concentus Musicus Wien, Nikolaus Harnoncourt (Teldec, 1972)[18]
- Castor et Pollux (Fassung von 1737): Les Arts Florissants, William Christie (Harmonia Mundi, 1993)[19]
- Castor et Pollux (Fassung von 1754): English Bach Festival Singers und Orchester, Farncombe (Erato, 1982)[20]
- Castor et Pollux (Fassung von 1754): Ensemble Instrumental XVIII;Musique des Lumières, Jean-Christophe Frisch (Astrée/Audivis)[21]
- Castor et Pollux (Fassung von 1754): Aradia Ensemble; Opera in Concert Chorus, Kevin Mallon (Naxos, 2004)[22]

DVD-Einspielung:
- Castor et Pollux (Fassung von 1754): Les Talens Lyriques, Chor der De Nederlandse Opera, Christophe Rousset (Opus Arte, 2008)[23]